# Jüdischer Friedhof (Freiburg im Breisgau)

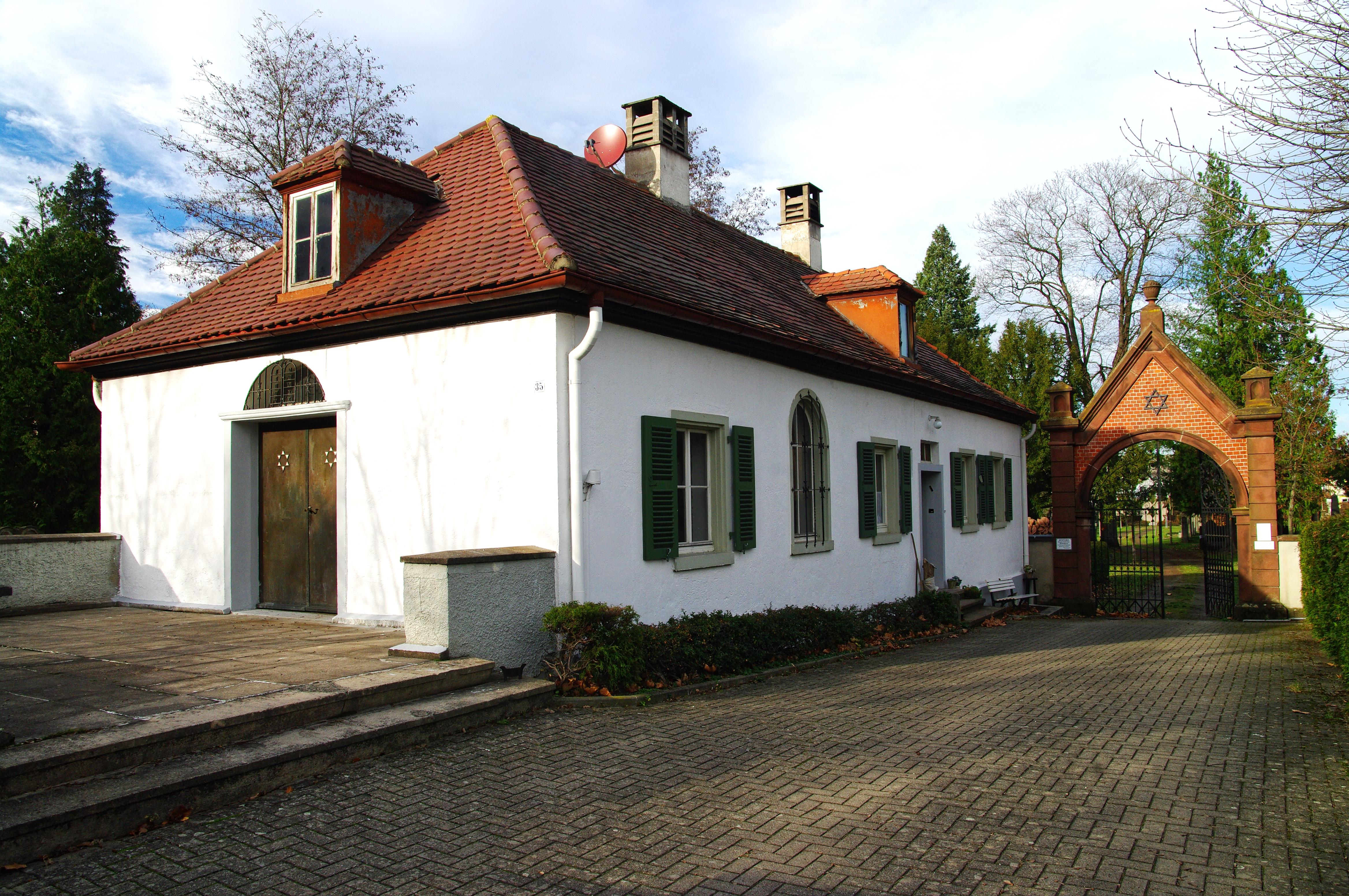
Friedhofshalle und Eingang zum jüdischen Friedhof in Freiburg

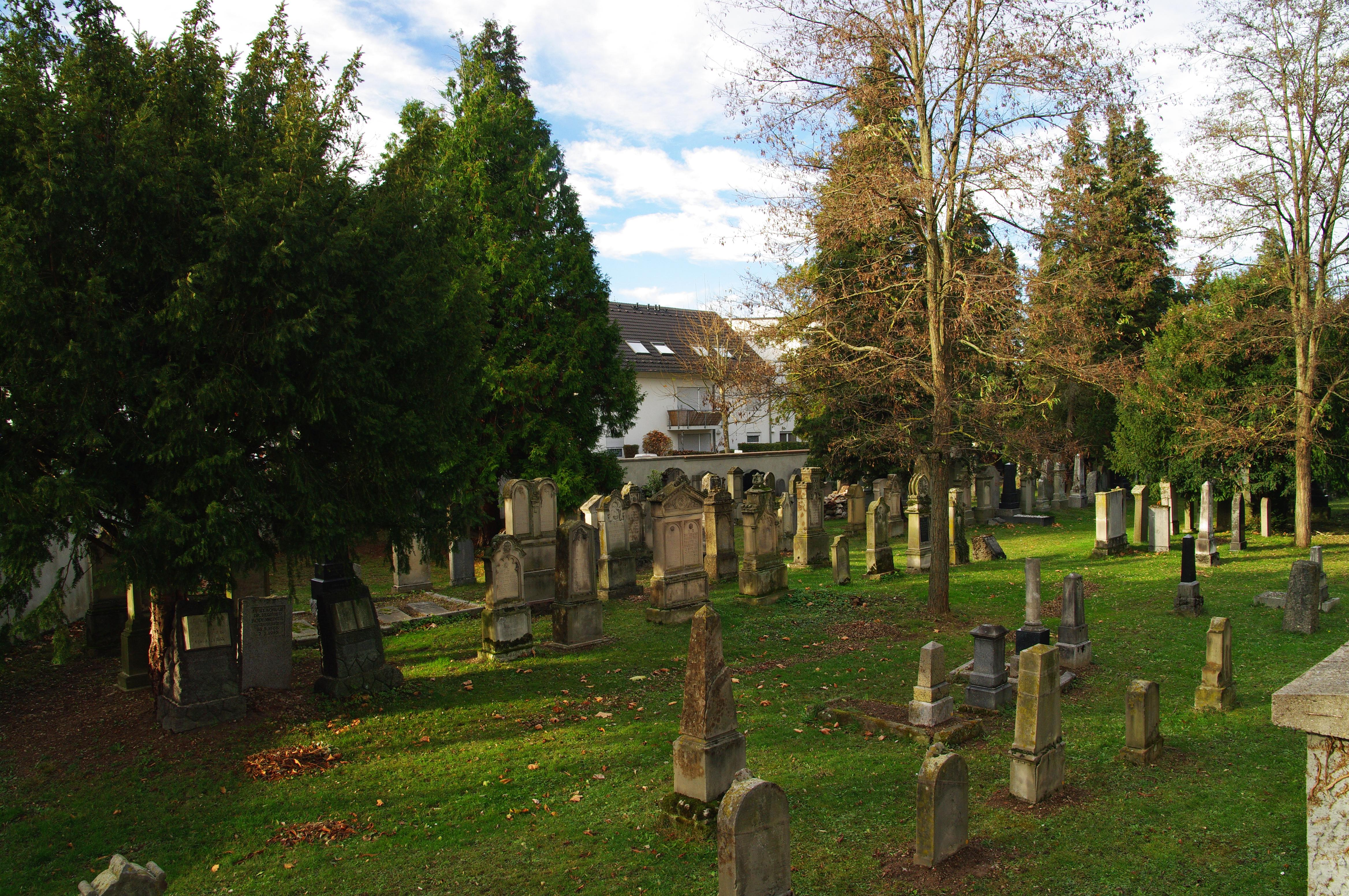
Blick über den ältesten Teil des jüdischen Friedhofs

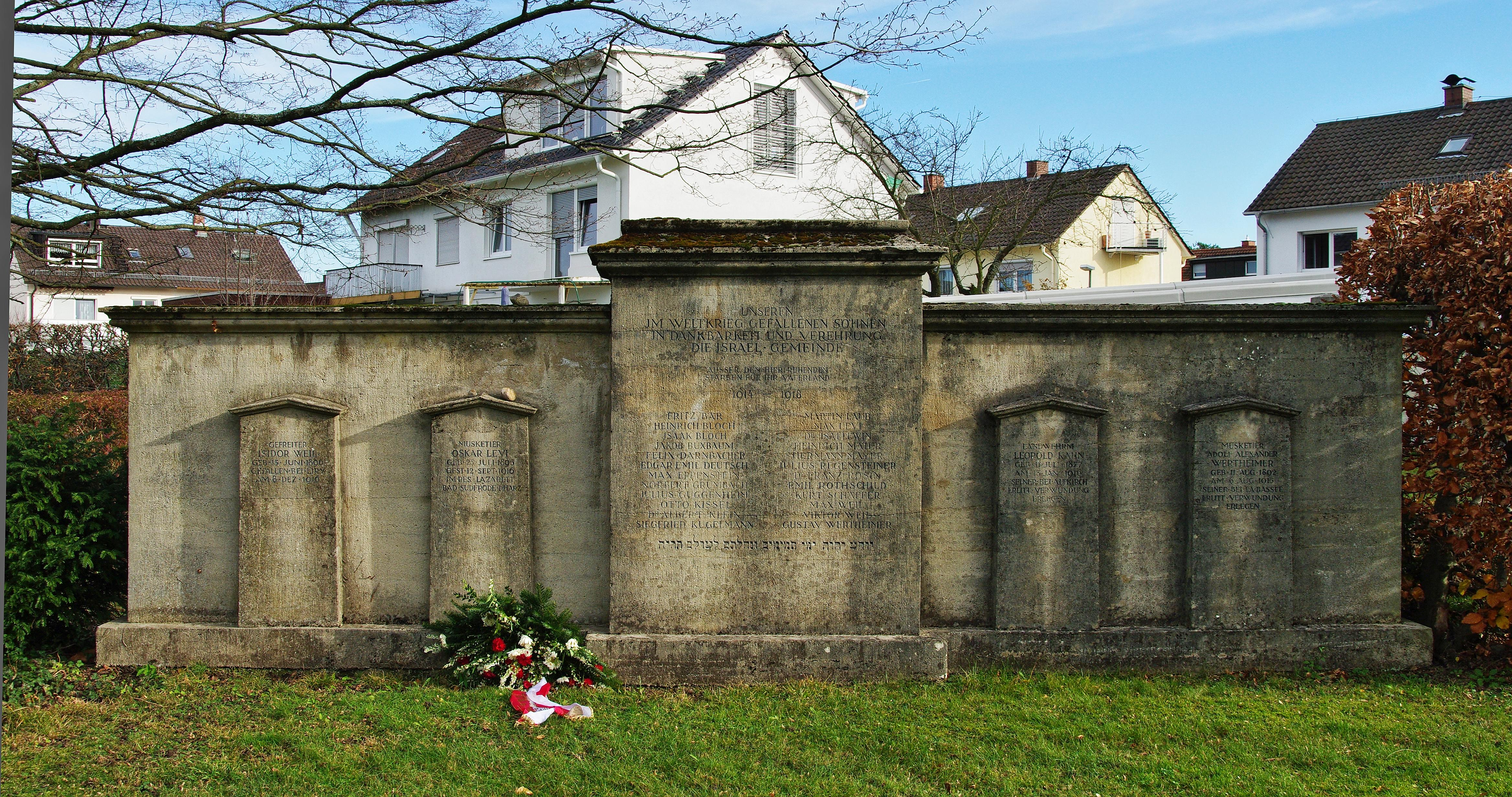
Denkmal zur Erinnerung an die jüdischen Gefallenen im Ersten Weltkrieg

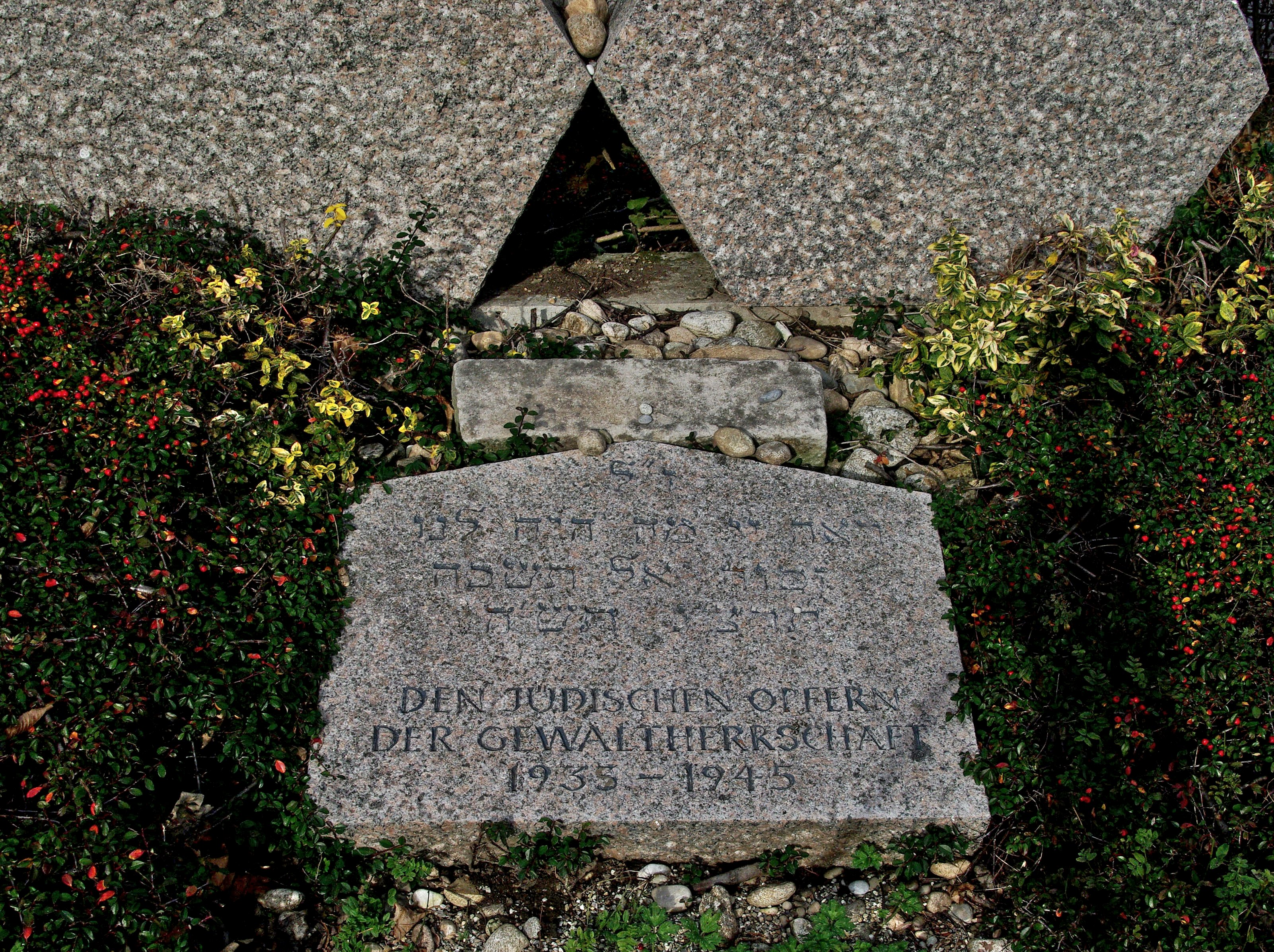
Gedenkstein auf dem jüdischen Friedhof

Der Jüdische Friedhof in Freiburg im Breisgau in Baden-Württemberg wurde 1870 an der Ecke Elsässer Straße/Rosbaumweg angelegt und wird bis heute belegt. Er ist ein geschütztes Kulturdenkmal.

## Geschichte
Eine Begräbnisstätte für die mittelalterliche jüdische Gemeinde konnte in Freiburg nicht nachgewiesen werden. Vielleicht wurde ein jüdischer Friedhof der Umgebung genutzt, möglicherweise in Breisach oder Waldkirch.
Seit 1401 galt über Jahrhunderte in Freiburg ein Ansiedlungsverbot für Juden, das erst im Jahr 1806 aufgehoben wurde. Die 1863 rechtlich konstituierte Jüdische Gemeinde Freiburg im Breisgau legte 1870 einen eigenen Friedhof an der Ecke Elsässer Straße/Rosbaumweg an, der eine Fläche von 82,61 Ar besitzt. Heute sind ungefähr 900 Grabsteine (Mazevot) vorhanden. Die 1891 errichtete provisorische Friedhofshalle wurde vor 1914 durch einen Neubau ersetzt. Dieser wiederum wurde in der Zeit des Nationalsozialismus 1938 zerstört. 1949 bis 1952 entstand die heute noch vorhandene Friedhofshalle. Ihre Errichtung und Finanzierung durch die Stadt Freiburg war Gegenstand eines 1948 erzielten Vergleichs, wonach die Israelitische Gemeinde dafür auf ihre Restitutionsforderung verzichtete und die Stadt Eigentümerin des Areals der zerstörten Synagoge am Rempart blieb. Der seit 1870 genutzte Friedhof dient heute noch für Bestattungen, obwohl wegen Platzmangels bereits ein Gräberfeld auf dem kommunalen Friedhof in Freiburg-St. Georgen für die jüdische Gemeinde zur Verfügung steht.
Eine weitere Besonderheit dieses jüdischen Friedhofs ist, dass in einem abgeteilten Bereich auch nichtjüdische Menschen begraben werden können. Dies ist allerdings nur für Familienmitglieder und/oder bei Verstorbenen mit besonderen Verdiensten möglich.

## Persönlichkeiten
Auf dem Friedhof sind unter anderem folgende Personen bestattet worden:
- Gustav Weil (1808–1889), Orientalist
- Robert Grumbach (1875–1960), Rechtsanwalt und von 1911 bis 1933 Stadtrat in Freiburg.

## Gedenken
Auf dem jüdischen Friedhof befindet sich ein Kriegerdenkmal für die vielen im Ersten Weltkrieg gefallenen Mitglieder der jüdischen Gemeinde Freiburgs.
Im Jahr 1986 wurde ein Gedenkstein errichtet, mit hebräischer und deutscher Inschrift: „Den jüdischen Opfern der Gewaltherrschaft 1933–1945“.